# Liste der Baudenkmäler im Wuppertaler Wohnquartier Wichlinghausen-Nord
Die Liste der Baudenkmäler im Wuppertaler Wohnquartier Wichlinghausen-Nord enthält die denkmalgeschützten Bauwerke auf dem Gebiet von Wuppertal-Wichlinghausen-Nord in Nordrhein-Westfalen (Stand: November 2011). Diese Baudenkmäler sind in der Denkmalliste der Stadt Wuppertal eingetragen; Grundlage für die Aufnahme ist das Denkmalschutzgesetz Nordrhein-Westfalen (DSchG NRW).

## Auszug aus der Denkmalliste

### Eingetragene Baudenkmäler
| Bild                    | Bezeichnung                                            | Lage                                                | Beschreibung | Bauzeit                            | Eingetragen seit   | Denkmal- nummer |
| ----------------------- | ------------------------------------------------------ | --------------------------------------------------- | --- | ---------------------------------- | ------------------ | --------------- |
| Wohnhaus                | Wohnhaus                                               | Wichlinghausen-Nord Am Diek 33 Karte                | | um 1800                            | 22. Januar 1985    | 254             |
| weitere Bilder          | Wohn- und Geschäftshaus                                | Wichlinghausen-Nord Am Diek 35 Karte                | | um 1800                            | 22. Januar 1985    | 255             |
| weitere Bilder          | Wohnhaus                                               | Wichlinghausen-Nord Am Diek 37 Karte                | | Anfang 19. Jh.                     | 9. September 1986  | 865             |
| weitere Bilder          | Wohnhaus                                               | Wichlinghausen-Nord Am Diek 39 Karte                | | um 1770                            | 29. Januar 1985    | 274             |
| weitere Bilder          | Villa (Villa Halstenbach)                              | Wichlinghausen-Nord Am Diek 47 Karte                | |                                    | 28. Januar 1985    | 275             |
| weitere Bilder          | Villa                                                  | Wichlinghausen-Nord Am Diek 49 Karte                | | 1837–1850                          | 10. Januar 1994    | 3250            |
| weitere Bilder          | Wohnhaus                                               | Wichlinghausen-Nord Eylauer Straße 15 Karte         | | um 1800                            | 20. November 1986  | 915             |
| weitere Bilder          | Wohnhaus                                               | Wichlinghausen-Nord Eylauer Straße 16 Karte         | eine D-Nummer mit Eylauer Straße 18, Wichlinghauser Schulstraße 8                                                                                          |                                    | 21. Juni 1985      | 521             |
| weitere Bilder          | Wohnhaus                                               | Wichlinghausen-Nord Eylauer Straße 17 Karte         | | 18. Jh.                            | 28. Mai 1993       | 2960            |
| weitere Bilder          | Wohnhaus                                               | Wichlinghausen-Nord Eylauer Straße 18 Karte         | eine D-Nummer mit Eylauer Straße 16, Wichlinghauser Schulstraße 8                                                                                          |                                    | 21. Juni 1985      | 521             |
| weitere Bilder          | Wohnhaus                                               | Wichlinghausen-Nord Eylauer Straße 20 Karte         | | um 1775                            | 4. Mai 1984        | 23              |
| weitere Bilder          | Wohnhaus                                               | Wichlinghausen-Nord Eylauer Straße 21 Karte         | | um 1800                            | 20. November 1986  | 916             |
| weitere Bilder          | Wohnhaus                                               | Wichlinghausen-Nord Eylauer Straße 22 Karte         | |                                    | 28. Juni 1993      | 709             |
| weitere Bilder          | Grabmal (Grabstätte Mittelsten Scheid/Lekebusch)       | Wichlinghausen-Nord Friedhof Friedhofstraße         | im unteren Drittel rechts der Mittelallee, das höchste Grabmal des Friedhofs                                                                               |                                    | 12. Februar 1993   | 2759            |
| weitere Bilder          | Grabmal (Ehrengrabstätte -Fritz Hohrath)               | Wichlinghausen-Nord Friedhof Friedhofstraße         | Im unteren Drittel links des gepflasterten Wegs entlang der Ostmauer                                                                                       | 1900                               | 10. Dezember 1998  | 4107            |
| weitere Bilder          | Wohnhaus                                               | Wichlinghausen-Nord Friedhofstraße 1                | | 1902                               | 30. Juni 1992      | 2294            |
| weitere Bilder          | Wohn- und Geschäftshaus                                | Wichlinghausen-Nord Friedhofstraße 2                | | 1902                               | 2. August 1993     | 3032            |
| weitere Bilder          | Wohnhaus                                               | Wichlinghausen-Nord Friedhofstraße 4                | | 1901                               | 2. August 1993     | 3041            |
| weitere Bilder          | Wohnhaus                                               | Wichlinghausen-Nord Friedhofstraße 5                | | 1901                               | 19. September 1988 | 1469            |
| weitere Bilder          | Wohnhaus                                               | Wichlinghausen-Nord Friedhofstraße 9                | | 1871–1875                          | 14. September 1993 | 3097            |
| weitere Bilder          | Schulgebäude (Städtische Grundschule)                  | Wichlinghausen-Nord Friedhofstraße 11               | | 1856 (Aufstockung 1864)            | 11. April 1994     | 3360            |
| weitere Bilder          | Friedhofskapelle und Wohnhaus                          | Wichlinghausen-Nord Friedhofstraße 13               | | 1925–1927                          | 17. Dezember 1993  | 1847            |
| weitere Bilder          | Wohnhaus                                               | Wichlinghausen-Nord Hermannstraße 16                | | 1903                               | 11. Mai 1992       | 2210            |
| weitere Bilder          | Wohnhaus mit Gaststätte                                | Wichlinghausen-Nord Hermannstraße 26                | | 1902                               | 22. März 1993      | 2837            |
| weitere Bilder          | Fabrikgebäude                                          | Wichlinghausen-Nord Königsberger Straße 34          | eine D-Nummer mit Königsberger Straße 34 a, Marienburger Straße 35, 37, Wiescher Straße 15                                                                 | 1902/03                            | 30. April 2001     | 4180            |
| weitere Bilder          | Fabrikgebäude                                          | Wichlinghausen-Nord Königsberger Straße 34 a        | eine bauliche Einheit und eine D-Nummer mit Marienburger Straße 35, 37, eine D-Nummer mit Königsberger Straße 34, Wiescher Straße 15                       | 1902–1908                          | 30. April 2001     | 4180            |
| weitere Bilder          | Wohnhaus                                               | Wichlinghausen-Nord Königsberger Straße 36          | | 1905                               | 15. Februar 1994   | 3285            |
| Wohnhaus                | Wohnhaus                                               | Wichlinghausen-Nord Königsberger Straße 37          | | 1905                               | 15. Februar 1994   | 3286            |
| weitere Bilder          | Wohnhaus                                               | Wichlinghausen-Nord Königsberger Straße 39          | | 1901                               | 15. Februar 1994   | 3287            |
| weitere Bilder          | Wohnhaus                                               | Wichlinghausen-Nord Königsberger Straße 40          | | 1903                               | 15. Februar 1994   | 3288            |
| Wohnhaus                | Wohnhaus                                               | Wichlinghausen-Nord Königsberger Straße 41          | | 1901                               | 14. März 1989      | 1541            |
| weitere Bilder          | Wohnhaus                                               | Wichlinghausen-Nord Königsberger Straße 42          | eine D-Nummer mit Königsberger Straße 44 | 1901–1905                          | 15. Februar 1994   | 3289            |
| Wohnhaus                | Wohnhaus                                               | Wichlinghausen-Nord Königsberger Straße 43          | | 1901                               | 15. Februar 1994   | 3290            |
| weitere Bilder          | Wohnhaus                                               | Wichlinghausen-Nord Königsberger Straße 44          | eine D-Nummer mit Königsberger Straße 42 | 1901–1905                          | 15. Februar 1994   | 3289            |
| weitere Bilder          | Wohnhaus                                               | Wichlinghausen-Nord Königsberger Straße 45          | | 1900                               | 1. Juni 1990       | 1768            |
| Wohnhaus                | Wohnhaus                                               | Wichlinghausen-Nord Königsberger Straße 47          | | 1901                               | 15. Februar 1994   | 3291            |
| Wohnhaus                | Wohnhaus                                               | Wichlinghausen-Nord Königsberger Straße 49          | | 1902                               | 3. März 1994       | 3304            |
| weitere Bilder          | Wohnhaus                                               | Wichlinghausen-Nord Königsberger Straße 50          | | 1898                               | 13. April 1994     | 3365            |
| weitere Bilder          | Wohn- und Geschäftshaus                                | Wichlinghausen-Nord Königsberger Straße 51          | | 1904                               | 27. Januar 1994    | 3271            |
| weitere Bilder          | Wohnhaus                                               | Wichlinghausen-Nord Königsberger Straße 52          | eine D-Nummer mit Königsberger Straße 54 | 1903–1908                          | 3. März 1994       | 3305            |
| weitere Bilder          | Wohnhaus                                               | Wichlinghausen-Nord Königsberger Straße 53          | | um 1900                            | 9. Februar 1987    | 966             |
| weitere Bilder          | Wohnhaus                                               | Wichlinghausen-Nord Königsberger Straße 54          | eine D-Nummer mit Königsberger Straße 52 | 1903–1908                          | 3. März 1994       | 3305            |
| weitere Bilder          | Wohnhaus                                               | Wichlinghausen-Nord Königsberger Straße 55          | | um 1900                            | 8. Februar 1990    | 1699            |
| weitere Bilder          | Wohnhaus                                               | Wichlinghausen-Nord Königsberger Straße 56          | | 1907                               | 11. April 1995     | 3680            |
| weitere Bilder          | Wohnhaus                                               | Wichlinghausen-Nord Königsberger Straße 58          | eine D-Nummer mit Königsberger Straße 60 | 1907                               | 3. März 1994       | 3306            |
| Wohnhaus                | Wohnhaus                                               | Wichlinghausen-Nord Königsberger Straße 59          | | 1902                               | 3. März 1994       | 3307            |
| weitere Bilder          | Wohnhaus                                               | Wichlinghausen-Nord Königsberger Straße 60          | eine D-Nummer mit Königsberger Straße 58 | 1907                               | 3. März 1994       | 3306            |
| Wohnhaus                | Wohnhaus                                               | Wichlinghausen-Nord Königsberger Straße 61          | | 1903/04                            | 21. April 1994     | 3380            |
| Wohnhaus                | Wohnhaus                                               | Wichlinghausen-Nord Königsberger Straße 61 a        | | 1903/04                            | 19. April 1994     | 3376            |
| Wohnhaus                | Wohnhaus                                               | Wichlinghausen-Nord Königsberger Straße 62          | | 1911                               | 11. April 1994     | 3361            |
| weitere Bilder          | Wohnhaus                                               | Wichlinghausen-Nord Königsberger Straße 63          | | Anfang 20. Jh.                     | 2. Mai 1984        | 20              |
| Wohnhaus                | Wohnhaus                                               | Wichlinghausen-Nord Königsberger Straße 64          | | 1913                               | 8. April 1994      | 3355            |
| weitere Bilder          | Wohnhaus                                               | Wichlinghausen-Nord Königsberger Straße 65          | | Anfang 20. Jh.                     | 2. Mai 1984        | 21              |
| Wohnhaus                | Wohnhaus                                               | Wichlinghausen-Nord Königsberger Straße 67          | | 1906                               | 5. April 1994      | 3346            |
| weitere Bilder          | Wohnhaus                                               | Wichlinghausen-Nord Königsberger Straße 73          | eine D-Nummer mit Königsberger Straße 75 | Ende 19. Jh.                       | 13. April 1992     | 2163            |
| weitere Bilder          | Wohnhaus                                               | Wichlinghausen-Nord Königsberger Straße 75          | eine D-Nummer mit Königsberger Straße 73 | Ende 19. Jh.                       | 13. April 1992     | 2163            |
| weitere Bilder          | Wohnhaus                                               | Wichlinghausen-Nord Kreuzstraße 10                  | | 1875–1877                          | 29. März 1994      | 3335            |
| weitere Bilder          | Wohnhaus                                               | Wichlinghausen-Nord Kreuzstraße 40                  | | um 1900                            | 13. April 1989     | 1562            |
| Wohn- und Geschäftshaus | Wohn- und Geschäftshaus                                | Wichlinghausen-Nord Kreuzstraße 42                  | | um 1900                            | 11. Dezember 1991  | 1971            |
| weitere Bilder          | Wohnhaus                                               | Wichlinghausen-Nord Kreuzstraße 43                  | |                                    | 5. Februar 1991    | 1866            |
| weitere Bilder          | Kontor- und Lagergebäude                               | Wichlinghausen-Nord Kreuzstraße 44                  | | 1910                               | 29. März 1994      | 3336            |
| weitere Bilder          | Fabrikgebäude                                          | Wichlinghausen-Nord Kreuzstraße 46                  | Eine D-Nummer mit Kreuzstraße 46 a | 1906                               | 24. September 1986 | 877             |
| Fabrikgebäude           | Fabrikgebäude                                          | Wichlinghausen-Nord Kreuzstraße 46 a                | Eine D-Nummer mit Kreuzstraße 46 | 1906                               | 24. September 1986 | 877             |
| weitere Bilder          | Wohnhaus                                               | Wichlinghausen-Nord Kreuzstraße 48                  | | 1904                               | 4. März 1994       | 3308            |
| weitere Bilder          | Wohn- und Geschäftshaus                                | Wichlinghausen-Nord Kreuzstraße 48 a                | | 1904                               | 29. März 1994      | 3337            |
| weitere Bilder          | Wohn- und Geschäftshaus                                | Wichlinghausen-Nord Kreuzstraße 49                  | | 1901                               | 29. März 1994      | 3338            |
| Wohn- und Geschäftshaus | Wohn- und Geschäftshaus                                | Wichlinghausen-Nord Kreuzstraße 57                  | | 1900–1905                          | 5. April 1994      | 3344            |
| weitere Bilder          | Wohnhaus                                               | Wichlinghausen-Nord Kreuzstraße 59                  | | 1898/99                            | 4. März 1994       | 3309            |
| weitere Bilder          | Wohn- und Geschäftshaus                                | Wichlinghausen-Nord Kreuzstraße 63                  | | 1905–1907                          | 29. März 1994      | 3339            |
| Wohnhaus                | Wohnhaus                                               | Wichlinghausen-Nord Kreuzstraße 64                  | | um 1900                            | 20. Juni 1984      | 35              |
| Wohnhaus                | Wohnhaus                                               | Wichlinghausen-Nord Kreuzstraße 65                  | | 1898                               | 4. März 1994       | 3310            |
| Wohnhaus                | Wohnhaus                                               | Wichlinghausen-Nord Kreuzstraße 67                  | | 1898                               | 7. März 1994       | 3312            |
| weitere Bilder          | Wohnhaus                                               | Wichlinghausen-Nord Kreuzstraße 69                  | | 1903                               | 18. Februar 1988   | 1297            |
| weitere Bilder          | Wohnhaus                                               | Wichlinghausen-Nord Kreuzstraße 70                  | | 1906                               | 5. April 1994      | 3345            |
| weitere Bilder          | Schulgebäude (Städt. Hauptschule / Volksschul-Gebäude) | Wichlinghausen-Nord Kreuzstraße 85                  | | 1914                               | 9. Januar 1989     | 1511            |
| Wohn- und Geschäftshaus | Wohn- und Geschäftshaus                                | Wichlinghausen-Nord Märkische Straße 4              | | um 1900                            | 17. Januar 1986    | 698             |
| weitere Bilder          | Wohnhaus                                               | Wichlinghausen-Nord Märkische Straße 8              | |                                    | 12. Oktober 1984   | 1141            |
| weitere Bilder          | Maschinenhaus (Waldschloss Brauerei)                   | Wichlinghausen-Nord Märkische Straße 44             | | 1886                               | 5. November 1992   | 2526            |
| weitere Bilder          | Wohnhaus                                               | Wichlinghausen-Nord Marienburger Straße 26          | | 1911                               | 28. April 1994     | 3389            |
| weitere Bilder          | Wohnhaus                                               | Wichlinghausen-Nord Marienburger Straße 28          | | 1911–1916                          | 31. Oktober 1995   | 3761            |
| Wohn- und Geschäftshaus | Wohn- und Geschäftshaus                                | Wichlinghausen-Nord Marienburger Straße 30          | | 1911                               | 28. April 1994     | 3390            |
| weitere Bilder          | Wohnhaus                                               | Wichlinghausen-Nord Marienburger Straße 32          | | 1909                               | 28. April 1994     | 3388            |
| weitere Bilder          | Wohn- und Geschäftshaus                                | Wichlinghausen-Nord Marienburger Straße 34          | | 1905                               | 27. Februar 1985   | 333             |
| weitere Bilder          | Fabrikgebäude                                          | Wichlinghausen-Nord Marienburger Straße 35          | eine bauliche Einheit und eine D-Nummer mit Königsberger Straße 34 a, Marienburger Straße 37, eine D-Nummer mit Königsberger Straße 34, Wiescher Straße 15 | 1902/03                            | 30. April 2001     | 4180            |
| weitere Bilder          | Fabrikgebäude                                          | Wichlinghausen-Nord Marienburger Straße 37          | eine bauliche Einheit und eine D-Nummer mit Königsberger Straße 34 a, Marienburger Straße 35, eine D-Nummer mit Königsberger Straße 34, Wiescher Straße 15 | 1902/03                            | 30. April 2001     | 4180            |
| weitere Bilder          | Hofeshaus                                              | Wichlinghausen-Nord Marklandstraße 59               | eine D-Nummer mit Marklandstraße 61 |                                    | 14. April 1986     | 748             |
| weitere Bilder          | Hofeshaus                                              | Wichlinghausen-Nord Marklandstraße 61               | eine D-Nummer mit Marklandstraße 59 |                                    | 14. April 1986     | 748             |
| weitere Bilder          | Wohn- und Geschäftshaus                                | Wichlinghausen-Nord Oststraße 5                     | |                                    | 12. Oktober 1987   | 1140            |
| Wohnhaus                | Wohnhaus                                               | Wichlinghausen-Nord Oststraße 7                     | | 1850–1861                          | 23. Februar 1995   | 3669            |
| weitere Bilder          | Wohn- und Geschäftshaus                                | Wichlinghausen-Nord Oststraße 9                     | | Anfang 20. Jh.                     | 8. September 1989  | 1642            |
| weitere Bilder          | Wohnhaus                                               | Wichlinghausen-Nord Oststraße 13                    | | um 1877, 1913 aufgestockt          | 3. März 1995       | 3672            |
| weitere Bilder          | Wohnhaus                                               | Wichlinghausen-Nord Oststraße 15                    | | um 1877                            | 13. Februar 1995   | 3663            |
| Wohnhaus                | Wohnhaus                                               | Wichlinghausen-Nord Oststraße 17                    | | 1898                               | 3. März 1995       | 3674            |
| weitere Bilder          | Wohn- und Geschäftshaus                                | Wichlinghausen-Nord Oststraße 19                    | | 1874                               | 23. Februar 1995   | 3670            |
| weitere Bilder          | Wohnhaus                                               | Wichlinghausen-Nord Oststraße 27                    | |                                    | 8. Juli 1987       | 1088            |
| weitere Bilder          | Wohnhaus                                               | Wichlinghausen-Nord Oststraße 29                    | |                                    | 19. September 1988 | 1468            |
| weitere Bilder          | Wohnhaus                                               | Wichlinghausen-Nord Oststraße 31                    | |                                    | 16. September 1988 | 1462            |
| weitere Bilder          | Wohnhaus                                               | Wichlinghausen-Nord Tütersburg 20                   | | um 1730                            | 27. September 1985 | 601             |
| weitere Bilder          | Wohnhaus                                               | Wichlinghausen-Nord Tütersburg 21                   | |                                    | 3. November 1987   | 1177            |
| weitere Bilder          | Wohnhaus                                               | Wichlinghausen-Nord Tütersburg 25                   | | um 1800                            | 23. Oktober 1987   | 1155            |
| weitere Bilder          | Wohnstallhaus                                          | Wichlinghausen-Nord Tütersburg 27                   | |                                    | 23. August 1999    | 4119            |
| weitere Bilder          | Wohnhaus                                               | Wichlinghausen-Nord Tütersburg 29                   | |                                    | 9. April 2001      | 4173            |
| weitere Bilder          | Wohnhaus                                               | Wichlinghausen-Nord Tütersburg 31                   | | um 1775                            | 3. November 1987   | 1178            |
| weitere Bilder          | Wohn- und Geschäftshaus                                | Wichlinghausen-Nord Westkotter Straße 149           | |                                    | 16. November 1984  | 194             |
| weitere Bilder          | Wohnhaus                                               | Wichlinghausen-Nord Westkotter Straße 163           | | 1850–1861                          | 11. April 1995     | 3679            |
| Wohnhaus                | Wohnhaus                                               | Wichlinghausen-Nord Westkotter Straße 167           | | 1850–1861                          | 16. März 1995      | 3677            |
| weitere Bilder          | Wohnhaus                                               | Wichlinghausen-Nord Westkotter Straße 175           | | 1850–1862                          | 7. August 1996     | 3977            |
| weitere Bilder          | Wohn- und Geschäftshaus                                | Wichlinghausen-Nord Westkotter Straße 177           | | 1911                               | 13. Dezember 1995  | 3820            |
| weitere Bilder          | Wohn- und Geschäftshaus                                | Wichlinghausen-Nord Westkotter Straße 179           | | 1898                               | 13. Februar 1995   | 3658            |
| weitere Bilder          | Wohn- und Geschäftshaus                                | Wichlinghausen-Nord Westkotter Straße 185           | | um 1900                            | 22. Juli 1985      | 537             |
| weitere Bilder          | Wohn- und Geschäftshaus                                | Wichlinghausen-Nord Westkotter Straße 187           | | 1898                               | 29. November 1994  | 3617            |
| weitere Bilder          | Wohnhaus                                               | Wichlinghausen-Nord Westkotter Straße 189           | | 1903                               | 13. Februar 1995   | 3660            |
| weitere Bilder          | Wohnhaus                                               | Wichlinghausen-Nord Westkotter Straße 191           | | um 1800                            | 25. Februar 1986   | 720             |
| weitere Bilder          | Wohnhaus                                               | Wichlinghausen-Nord Westkotter Straße 193           | | um 1800                            | 25. Februar 1986   | 721             |
| weitere Bilder          | Wohnhaus                                               | Wichlinghausen-Nord Wichlinghauser Markt 1          | eine bauliche Einheit und eine D-Nummer mit Wichlinghauser Markt 3, 5, 7                                                                                   | 1929                               | 15. Juli 1987      | 1094            |
| weitere Bilder          | Wohnhaus                                               | Wichlinghausen-Nord Wichlinghauser Markt 3          | eine bauliche Einheit und eine D-Nummer mit Wichlinghauser Markt 1, 5, 7                                                                                   | 1929                               | 15. Juli 1987      | 1094            |
| weitere Bilder          | Wohnhaus                                               | Wichlinghausen-Nord Wichlinghauser Markt 5          | eine bauliche Einheit und eine D-Nummer mit Wichlinghauser Markt 1, 3, 7                                                                                   | 1929                               | 15. Juli 1987      | 1094            |
| weitere Bilder          | Wohnhaus                                               | Wichlinghausen-Nord Wichlinghauser Markt 7          | eine bauliche Einheit und eine D-Nummer mit Wichlinghauser Markt 1, 3, 5                                                                                   | 1929                               | 15. Juli 1987      | 1094            |
| weitere Bilder          | Schulgebäude                                           | Wichlinghausen-Nord Wichlinghauser Schulstraße 1    | | 1832, Aufstockung 1868, Anbau 1876 | 29. März 1994      | 3340            |
| weitere Bilder          | Wohnhaus                                               | Wichlinghausen-Nord Wichlinghauser Schulstraße 5    | |                                    | 5. Februar 1991    | 1865            |
| weitere Bilder          | Wohnhaus                                               | Wichlinghausen-Nord Wichlinghauser Schulstraße 8    | eine D-Nummer mit Eylauer Straße 16, 18 |                                    | 21. Juni 1985      | 521             |
| weitere Bilder          | Wohnhaus                                               | Wichlinghausen-Nord Wichlinghauser Schulstraße 9    | eine D-Nummer mit Wichlinghauser Schulstraße 9 a |                                    | 5. Februar 1985    | 294             |
| weitere Bilder          | Wohnhaus                                               | Wichlinghausen-Nord Wichlinghauser Schulstraße 9 a  | eine D-Nummer mit Wichlinghauser Schulstraße 9 |                                    | 5. Februar 1985    | 294             |
| weitere Bilder          | Wohnhaus                                               | Wichlinghausen-Nord Wichlinghauser Schulstraße 13   | eine D-Nummer mit Wichlinghauser Schulstraße 15 |                                    | 15. November 1990  | 1839            |
| weitere Bilder          | Wohnhaus                                               | Wichlinghausen-Nord Wichlinghauser Schulstraße 15   | eine D-Nummer mit Wichlinghauser Schulstraße 13 |                                    | 15. November 1990  | 1839            |
| weitere Bilder          | Wohnhaus                                               | Wichlinghausen-Nord Wichlinghauser Schulstraße 17   | eine bauliche Einheit und eine D-Nummer mit Wichlinghauser Schulstraße 17 a                                                                                | 1897/98                            | 11. November 1993  | 3186            |
| weitere Bilder          | Wohnhaus                                               | Wichlinghausen-Nord Wichlinghauser Schulstraße 17 a | eine bauliche Einheit und eine D-Nummer mit Wichlinghauser Schulstraße 17                                                                                  | 1897/98                            | 11. November 1993  | 3186            |
| Wohnhaus                | Wohnhaus                                               | Wichlinghausen-Nord Wiescher Straße 10              | | 1904                               | 1. September 1995  | 3732            |
| Wohnhaus                | Wohnhaus                                               | Wichlinghausen-Nord Wiescher Straße 11              | |                                    | 20. Juni 1995      | 3696            |
| weitere Bilder          | Fabrikgebäude                                          | Wichlinghausen-Nord Wiescher Straße 13              | | 1911                               | 20. Juni 1995      | 3697            |
| weitere Bilder          | Fabrikgebäude                                          | Wichlinghausen-Nord Wiescher Straße 15              | eine D-Nummer mit Königsberger Straße 34, 34 a, Marienburger Straße 35, 37                                                                                 | 1908                               | 30. April 2001     | 4180            |

### Baudenkmäler in Bearbeitung
Folgende Objekte werden noch geprüft oder deren Status ist in der Denkmalliste nicht klar ersichtlich.
| Bild           | Bezeichnung | Lage                                     | Beschreibung          | Bauzeit | Eingetragen seit | Denkmal- nummer |
| -------------- | ----------- | ---------------------------------------- | --------------------- | ------- | ---------------- | --------------- |
| weitere Bilder | Wohnhaus    | Wichlinghausen-Nord Hermannstraße 18     | Status wird überprüft |         |                  | 0               |
| Wohnhaus       | Wohnhaus    | Wichlinghausen-Nord Hermannstraße 28     | Status wird überprüft |         |                  | 0               |
| Wohnhaus       | Wohnhaus    | Wichlinghausen-Nord Hermannstraße 30     | Status wird überprüft |         |                  | 0               |
| weitere Bilder | Wohnhaus    | Wichlinghausen-Nord Hermannstraße 40     | Status wird überprüft |         |                  | 0               |
| Wohnhaus       | Wohnhaus    | Wichlinghausen-Nord Kreuzstraße 62       | Status wird überprüft |         |                  | 0               |
| weitere Bilder | Wohnhaus    | Wichlinghausen-Nord Märkische Straße 100 | Status wird überprüft |         |                  | 0               |

### Ausgetragene Baudenkmäler
| Bild           | Bezeichnung | Lage                              | Beschreibung | Bauzeit | Eingetragen seit  | Denkmal- nummer |
| -------------- | ----------- | --------------------------------- | ------------ | ------- | ----------------- | --------------- |
| weitere Bilder | Wohnhaus    | Wichlinghausen-Nord Tütersburg 23 |              |         | 4. September 1987 | 1122            |